# Frevillea hirsuta
Frevillea hirsuta är en kräftdjursart som först beskrevs av Lancelot Alexander Borradaile 1916.  Frevillea hirsuta ingår i släktet Frevillea och familjen Goneplacidae. Inga underarter finns listade i Catalogue of Life.